# Więckowo
Więckowo (niem. Wientzkowen, w latach 1938–1945 Winsken) – wieś w Polsce, położona w województwie warmińsko-mazurskim, w powiecie nidzickim, w gminie Janowo. 
| SIMC    | Nazwa   | Rodzaj    |
| ------- | ------- | --------- |
| 1043968 | Wilczki | część wsi |

W latach 1975–1998 wieś administracyjnie należała do województwa olsztyńskiego.
Na początku XX w. we wsi znajdował się duży tartak